# 브라밤 BT5

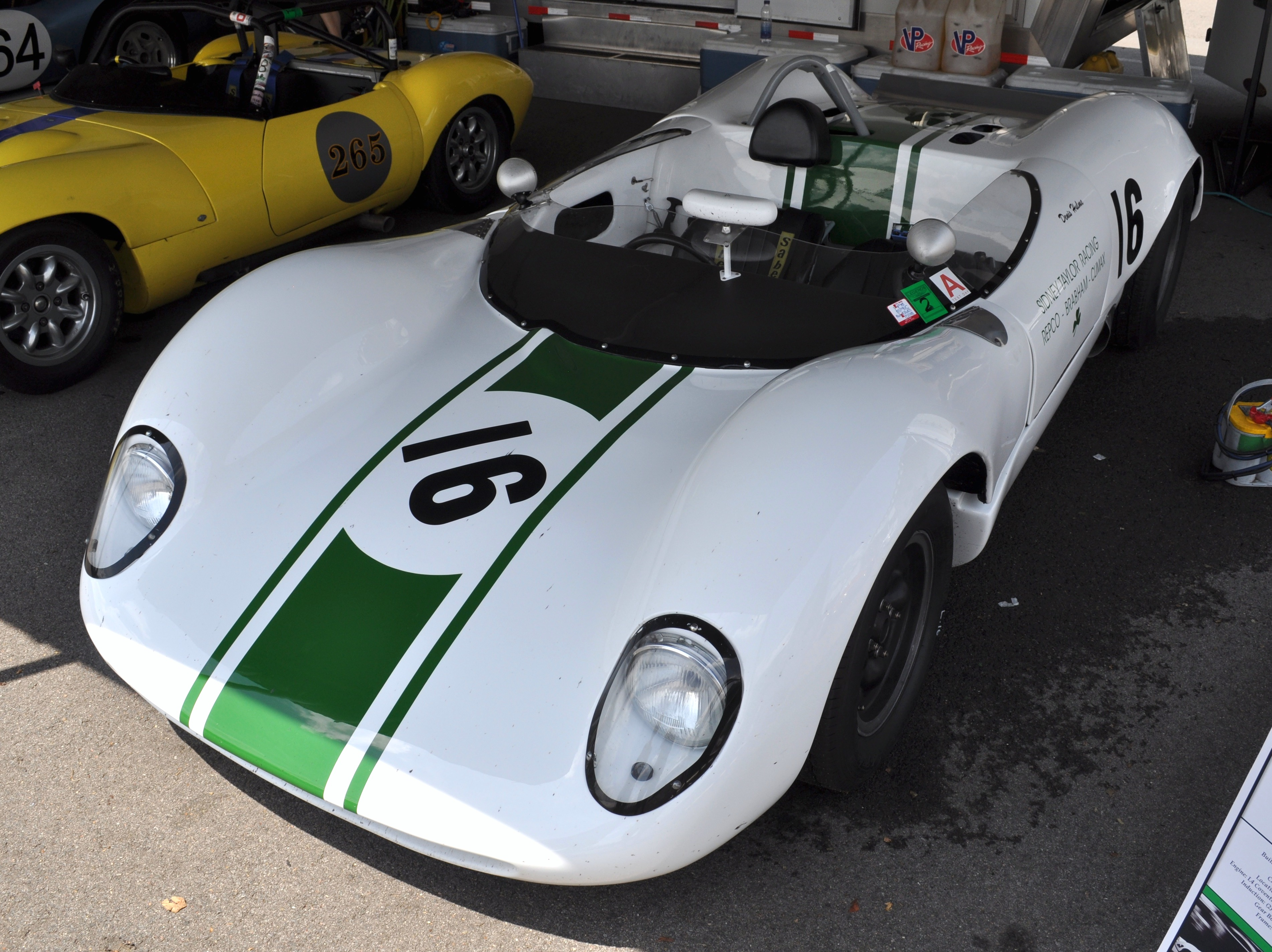
브라밤 BT8

브라밤 BT5(Brabham BT5)와 그 진화형인 브라밤 BT8(Brabham BT5)은 각각 1963년(BT5)과 1964년(BT8)에 브라밤이 제조 및 개발한 스포츠 레이싱카이다. 총 4승과 10번의 포디움 피니시를 달성했다.

## 개발
포뮬러 원과 포뮬러 주니어 대회를 위한 작업에 착수한 후, 브라밤은 덮인 바퀴를 가진 레이싱카 제작에도 전념하기로 결정했다. 그 결과 1963년에 개인 라이더를 위한 BT5가 탄생했으며, 두 대가 제작되었다.

## 설계
BT5는 오픈 휠 자동차에서 파생된 수많은 부품을 사용했다. 차대는 유리섬유 차체로 덮여 있었으며, 스페이스프레임 구조의 멀티 튜브형이었다. 서스펜션은 전면부에 더블 위시본, 후면부에도 더블 위시본이었다. 장착된 엔진은 포드-코스워스 116E Mk.XII 1.6 트윈 샤프트 140 hp (100 kW) 엔진으로 4단 휴랜드 수동 변속기와 결합되었다. 제동 시스템은 4개의 디스크 브레이크로 구성되었다.

## 진화
더 큰 엔진을 수용할 수 있도록 BT5는 1964년에 확장을 거쳐 BT8로 이름이 바뀌었다. 245마력의 코번트리 클라이맥스 FPF 엔진이 사용되었다. 한 대는 BRM P56 V8 엔진을 장착했다.

## 경주 역사
첫 번째 차량은 처음에 이안 워커 팀에 인도되었고, 스네터턴에서 프랭크 가드너와 폴 호킨이 조종했다. 그 덕분에 BT5는 클래스 우승을 차지했고, 브랜즈 해치에서 열린 가드 트로피에서도 마찬가지였다. 나중에 피터 삭스에게 판매되어 여러 북미 경주에 출전했다. 두 번째 모델은 캐나다인 드라이버 에드 젤러가 구입하여 유럽 대회에서 여러 차례 성공을 거두었다.
1964년, 업그레이드된 BT8 버전이 도입되면서 브라밤은 데니 흄이 1965년 투어리스트 트로피를 차지하는 등 주목할 만한 성과를 거두었다. 또 다른 중요한 결과는 잭 브라밤이 BRM의 동력을 사용하는 미국 팀 로즈버드의 BT8을 타고 굿우드 서킷에서 열린 레반트 컵에서 클래스 우승과 종합 3위를 차지한 것이다.